# Shire of Murray
Shire of Murray är en kommun i Western Australia, Australien. Kommunen, som är belägen 80 kilometer söder om Perth, i regionen Peel, har en yta på 1 711 kvadratkilometer, och en folkmängd, enligt 2011 års folkräkning, på 14 149.
Huvudort är Pinjarra. Andra orter i kommunen är Barragup, Carcoola, Dwellingup, North Dandalup och North Yunderup, samt Stake Hill som är en förort till Mandurah.